# Valle di Joux
La Valle di Joux è una valle compresa nel massiccio del Giura, nel Canton Vaud in Svizzera. Dava il nome al Distretto della Vallée prima che questo venisse soppresso il 1º gennaio 2008. I suoi abitanti si chiamano Combiers.
Si tratta della culla dell’Orologeria svizzera e ancora oggi vi hanno sede le più celebri industrie svizzere del settore, come Audemars Piguet, Blancpain, Breguet, Patek Philippe, Vacheron Constantin e Jaeger-LeCoultre.

## Geografia
Situata nei pressi del confine con la Francia, circa 50 km a nord di Ginevra, la valle è orientata in senso NE-SO e presenta un’altitudine media di 1000 m s.l.m.. Queste caratteristiche la rendono un luogo particolarmente freddo d’inverno, tanto da essere stata soprannominata la “Siberie vaudoise”.
La sua lunghezza è di 25 km ed è suddivisa fra tre comuni: Le Chenit, comune sparso composto di quattro centri principali, L'Abbaye e Le Lieu. A dominare il paesaggio, caratterizzato da foreste, pascoli e colture, vi sono tre laghi (lago di Joux, lago Brenet e lago Ter) e cime come il monte Tendre a sud-est e il Dent de Vaulion più a nord.

## Storia
L’isolamento influenzò gran parte della storia di questa valle, che probabilmente non fu mai frequentata fino al VI secolo, quando un monaco benedettino di Saint-Claude si stabilì presso l’attuale Le Lieu; ma soltanto dal IX essa cominciò ad essere popolata da persone che immigravano soprattutto da sud-ovest. Nel 1126 fu fondato un monastero premostratense grazie al quale vennero create radure coltivabili.
I signori di La Sarraz governarono la valle dal XII secolo al 1344, quando la vendettero a Luigi II di Savoia-Vaud, il quale la concesse a Les Clées. Con la conquista della regione da parte di Berna, passò quindi sotto il controllo del balliato di Yverdon nel 1536 e di Romainmôtier nel 1566. In epoca napoleonica fece parte del cantone Lemano dal 1798 al 1803, quindi con l’Atto di Mediazione entrò nel nuovo canton Vaud.

## Turismo
I primi turisti arrivarono a partire dal XIX secolo, ma solo a partire dagli anni ‘70 la valle di Joux conobbe successo in questo settore. Se d’estate sui laghi si praticano gli sport acquatici e sulle montagne l’escursionismo, d’inverno sono attive quattro stazioni sciistiche, che formano il più ampio comprensorio del Giura svizzero.